# Mara Navarria
Mara Navarria, född 18 juli 1985 i Udine, är en italiensk fäktare. Hon ingick i det italienska laget som tog brons vid OS 2020 och guld vid OS 2024.